# ドン・チェリー
ドン・チェリー（Don Cherry、1936年11月18日 - 1995年10月19日）は、アメリカ、オクラホマ州オクラホマシティ出身のジャズ・トランペット、コルネット奏者。

## 来歴
10代のころから音楽活動を始め、1957年にオーネット・コールマンと出会う。1958年、コールマンのアルバム『サムシング・エルス!』でデビューし、1961年頃まで共に活動を続け、その後はジョン・コルトレーンやソニー・ロリンズ、アルバート・アイラー、カーラ・ブレイ、チャーリー・ヘイデン、ガトー・バルビエリ、ファラオ・サンダースとも共演した。1965年末から1966年末までの1年間にブルーノート・レーベルに3枚のアルバムを残している。
1970年代に入るとスウェーデンに定住し、亡くなるまで多くのミュージシャンと親交を持った。
1974年に来日した。日本ではパーカッションの富樫雅彦と親交があり、富樫のアルバム『Session In Paris, Vol. 1 "Song Of Soil"』（1979年）、『BURA-BURA』（1986年）に参加している。
「ポケット・トランペット奏者」と呼ばれていたが、使用していたのは主に「ポケット・コルネット」であり、初期には通常のトランペットを使用していた。楽器については、これらの他に、ピアノ、メロディカ、ドゥドン・ゴニ、その他各種パーカッションも演奏し、曲によってはボーカルもこなしている。
1995年にスペインのマラガで肝癌により死去した。58歳没。養女にネナ・チェリー、実子にイーグル・アイ・チェリーがいる。

## ディスコグラフィ

### リーダー・アルバム
- 『アヴァンギャルド』 - The Avant-Garde (1966年、Atlantic) ※1961年録音 with ジョン・コルトレーン
- 『トゥゲザーネス』 - Togetherness (1966年、Durium) ※1965年録音
- 『コンプリート・コミュニオン』 - Complete Communion (1966年、Blue Note) ※1965年録音
- 『即興演奏家のためのシンフォニー』 - Symphony for Improvisers (1967年、Blue Note) ※1966年録音
- 『ホエア・イズ・ブルックリン?』 - Where Is Brooklyn? (1969年、Blue Note) ※1966年録音
- 『ムー大陸 (ファースト・パート)』 - "Mu" - First Part (1969年、BYG) ※旧邦題『ミュー 第1部』 with エド・ブラックウェル
- 『永遠のリズム』 - Eternal Rhythm (1969年、MPS)
- 『ヒューマン・ミュージック』 - Human Music (1970年、Flying Dutchman) ※with ジョン・アップルトン
- 『ムー大陸 (セカンド・パート)』 - "Mu" - Second Part (1970年、BYG) ※旧邦題『ミュー 第2部』 with エド・ブラックウェル
- 『アクションズ』 - Actions (1971年、Philips) ※with クシシュトフ・ペンデレツキ & ニュー・エターナル・リズム・オーケストラ
- 『オーガニック・ミュージック・ソサエティ』 - Organic Music Society (1972年、Caprice)
- 『相対性組曲』 - Relativity Suite (1973年、JCOA) ※with ジャズ・コンポーザーズ・オーケストラ
- 『ドン・チェリーの新しい世界』 - Orient (1974年、BYG) ※1971年録音
- 『ブルー・レイク』 - Blue Lake (1974年、BYG) ※1971年録音
- 『エターナル・ナウ』 - Eternal Now (1974年、Sonet)
- 『第三世界/アンダーグラウンド』 - The Third World-Underground (1974年、Trio) ※with ダラー・ブランド、カルロス・ワード
- 『ブラウン・ライス』 - Brown Rice (1975年、Horizon)
- 『ヒア&ナウ』 - Hear & Now (1976年、Atlantic)
- 『ライヴ・イン・アンカラ』 - Live in Ankara (1978年、Sonet) ※1969年録音
- 『ベムシャ・スイング』 - El Corazón (1982年、ECM) with エド・ブラックウェル
- 『ホーム・ボーイ、シスター・アウト』 - Home Boy (Sister Out) (1985年、Barclay)
- 『アール・デコ』 - Art Deco (1988年、A&M)
- Multikulti (1990年、A&M)
- 『ドナ・ノストラ』 - Dona Nostra (1993年、ECM)
- 『ライヴ・アット・カフェ・モンマルトル1966』 - Live at Cafe Montmartre 1966 (2007年、ESP-Disk) ※1966年録音
- 『ライヴ・アット・カフェ・モンマルトル1966 Vol.2』 - Live at Cafe Montmartre 1966 Volume Two (2008年、ESP-Disk) ※1966年録音
- 『ライヴ・アット・カフェ・モンマルトル1966 Vol.3』 - Live at Cafe Montmartre 1966 Volume Three (2009年、ESP-Disk) ※1966年録音
- 『コペンハーゲン1963・アンド・ヒルフェルスム1966』 - Copenhagen 1963 & Hilversum 1966 (2010年、FreeFactory) ※1963年&1966年録音
- Om Shanti Om (2020年、Back Sweat) ※1976年録音[1]

### オールド・アンド・ニュー・ドリームス
- 『オールド・アンド・ニュー・ドリームス』 - Old and New Dreams (1976年、Black Saint) ※with デューイ・レッドマン、チャーリー・ヘイデン、エド・ブラックウェル
- 『ロンリー・ウーマン』 - Old and New Dreams (1979年、ECM)
- 『プレイング』 - Playing (1980年、ECM)
- A Tribute to Blackwell (1987年、Black Saint)

### コドナ
- 『スカイ』 - Codona  (1979年、ECM) ※with コリン・ウォルコット、ナナ・ヴァスコンセロス
- 『コドナ』 - Codona 2 (1981年、ECM)
- Codona 3 (1983年、ECM)